# Tomás Montejo y Rica
Tomás Montejo y Rica (Baeza, Jaén, 13 de diciembre de 1856-Madrid, 1933) fue un abogado y político español, ministro de Instrucción Pública y Bellas Artes durante el reinado de Alfonso XIII.

## Biografía
Catedrático de Derecho Procesal en la Universidad de Madrid y miembro del Partido Conservador, fue elegido diputado por Sevilla  en las elecciones de 1886 y 1891, en las elecciones de 1898 pasó a ser diputado por Canarias. Entre 1903 y 1917 fue senador por Cuenca siendo nombrado senador vitalicio en 1919. 
Fue ministro de Instrucción Pública y Bellas Artes entre el 29 de diciembre de 1920 y el 13 de marzo de 1921 en el gabinete que presidió Eduardo Dato. Entre el 1 de abril y el 4 de diciembre de 1922 volvería a ocupar esa misma cartera ministerial en el gobierno presidido por Rafael Sánchez Guerra. 
| Predecesor: Vicente Cabeza de Vaca y Fernández de Córdoba | Ministro de Instrucción Pública y Bellas Artes 1920 - 1921 | Sucesor: Francisco Aparicio Ruiz    |
| Predecesor: César Silió y Cortés                          | Ministro de Instrucción Pública y Bellas Artes 1922        | Sucesor: Joaquín Salvatella Gisbert |